# Copa Mundial de Hockey Masculino de 1986
La VI Copa Mundial de Hockey Masculino se celebró en Londres (Reino Unido) entre el 4 y el 19 de octubre de 1986 bajo la organización de la Federación Internacional de Hockey (FIH) y la Federación Inglesa de Hockey.
Los partidos se efectuaron en el Willesden Stadium de la ciudad inglesa. Participaron en total 12 selecciones nacionales divididas en 2 grupos.

## Grupos
| Grupo A       | Grupo B   |
| ------------- | --------- |
| URSS          | RFA       |
| Argentina     | España    |
| Nueva Zelanda | Canadá    |
| Inglaterra    | Australia |
| Países Bajos  | Polonia   |
| Pakistán      | India     |

## Primera fase
Los primeros dos de cada grupo disputan las semifinales. 

### Grupo A
| Equipo        | J | G | E | P | GF | GC | DG | PTS |
| ------------- | - | - | - | - | -- | -- | -- | --- |
| Inglaterra    | 5 | 4 | 0 | 1 | 9  | 4  | +5 | 8   |
| URSS          | 5 | 4 | 0 | 1 | 6  | 1  | +5 | 8   |
| Países Bajos  | 5 | 4 | 0 | 1 | 5  | 2  | +3 | 8   |
| Argentina     | 5 | 1 | 1 | 3 | 5  | 7  | -2 | 3   |
| Pakistán      | 5 | 1 | 0 | 4 | 8  | 13 | -5 | 2   |
| Nueva Zelanda | 5 | 0 | 1 | 4 | 5  | 11 | -6 | 1   |

- Resultados

| Fecha | Partido       | Partido | Partido       | Resultado |
| ----- | ------------- | ------- | ------------- | --------- |
| 04.10 | Inglaterra    | -       | Nueva Zelanda | 3-1       |
| 04.10 | URSS          | -       | Países Bajos  | 0-1       |
| 04.10 | Argentina     | -       | Pakistán      | 3-1       |
| 06.10 | Inglaterra    | -       | Argentina     | 2-1       |
| 06.10 | URSS          | -       | Nueva Zelanda | 1-0       |
| 06.10 | Países Bajos  | -       | Pakistán      | 2-1       |
| 08.10 | Pakistán      | -       | Nueva Zelanda | 5-3       |
| 08.10 | Inglaterra    | -       | URSS          | 0-1       |
| 08.10 | Países Bajos  | -       | Argentina     | 1-0       |
| 11.10 | Inglaterra    | -       | Pakistán      | 3-1       |
| 11.10 | Países Bajos  | -       | Nueva Zelanda | 1-0       |
| 11.10 | Argentina     | -       | URSS          | 0-2       |
| 13.10 | Nueva Zelanda | -       | Argentina     | 1-1       |
| 13.10 | Inglaterra    | -       | Países Bajos  | 1-0       |
| 13.10 | URSS          | -       | Pakistán      | 2-0       |

### Grupo B
| Equipo    | J | G | E | P | GF | GC | DG  | PTS |
| --------- | - | - | - | - | -- | -- | --- | --- |
| Australia | 5 | 4 | 1 | 0 | 24 | 6  | +18 | 9   |
| RFA       | 5 | 3 | 1 | 1 | 9  | 4  | +5  | 7   |
| Polonia   | 5 | 2 | 1 | 2 | 8  | 9  | -1  | 5   |
| España    | 5 | 2 | 1 | 2 | 7  | 13 | -6  | 5   |
| India     | 5 | 1 | 1 | 3 | 5  | 11 | -6  | 3   |
| Canadá    | 5 | 0 | 1 | 4 | 3  | 13 | -10 | 1   |

- Resultados

| Fecha | Partido   | Partido | Partido | Resultado |
| ----- | --------- | ------- | ------- | --------- |
| 03.10 | Australia | -       | Canadá  | 6-2       |
| 05.10 | India     | -       | Polonia | 0-1       |
| 05.10 | España    | -       | RFA     | 0-0       |
| 07.10 | India     | -       | España  | 1-2       |
| 07.10 | Australia | -       | RFA     | 2-2       |
| 07.10 | Canadá    | -       | Polonia | 0-0       |
| 10.10 | Polonia   | -       | RFA     | 0-3       |
| 10.10 | Australia | -       | España  | 6-0       |
| 10.10 | Canadá    | -       | India   | 0-2       |
| 12.10 | España    | -       | Polonia | 2-5       |
| 12.10 | Canadá    | -       | RFA     | 0-2       |
| 12.10 | Australia | -       | India   | 6-0       |
| 14.10 | India     | -       | RFA     | 2-2       |
| 14.10 | Canadá    | -       | España  | 1-3       |
| 14.10 | Australia | -       | Polonia | 4-2       |

## Fase final

### Partidos de posición
- Puestos 9.º a 12.º

| Fecha | Partido  | Partido | Partido       | Resultado |
| ----- | -------- | ------- | ------------- | --------- |
| 16.10 | Pakistán | -       | Canadá        | 1-2       |
| 16.10 | India    | -       | Nueva Zelanda | 1-2       |

- Puestos 5.º a 8.º

| Fecha | Partido      | Partido | Partido   | Resultado |
| ----- | ------------ | ------- | --------- | --------- |
| 17.10 | Países Bajos | -       | España    | 1-4       |
| 16.10 | Polonia      | -       | Argentina | 0-1       |

- Undécimo puesto

| Fecha | Partido | Partido | Partido  | Resultado |
| ----- | ------- | ------- | -------- | --------- |
| 17.10 | India   | -       | Pakistán | 2-3       |

- Noveno puesto

| Fecha | Partido       | Partido | Partido | Resultado |
| ----- | ------------- | ------- | ------- | --------- |
| 17.10 | Nueva Zelanda | -       | Canadá  | 2-1       |

- Séptimo puesto

| Fecha | Partido      | Partido | Partido | Resultado |
| ----- | ------------ | ------- | ------- | --------- |
| 18.10 | Países Bajos | -       | Polonia | 7-2       |

- Quinto puesto

| Fecha | Partido | Partido | Partido   | Resultado |
| ----- | ------- | ------- | --------- | --------- |
| 19.10 | España  | -       | Argentina | 3-2       |

### Semifinales
| Fecha | Partido    | Partido | Partido | Resultado |
| ----- | ---------- | ------- | ------- | --------- |
| 18.10 | Inglaterra | -       | RFA     | 3-2       |
| 18.10 | Australia  | -       | URSS    | 5-0       |

### Tercer puesto
| Fecha | Partido | Partido | Partido | Resultado |
| ----- | ------- | ------- | ------- | --------- |
| 19.10 | RFA     | -       | URSS    | 3-2       |

### Final
| Fecha | Partido    | Partido | Partido   | Resultado |
| ----- | ---------- | ------- | --------- | --------- |
| 19.10 | Inglaterra | -       | Australia | 1-2       |

## Medallero
|           |            |     |
| Australia | Inglaterra | RFA |

## Estadísticas

### Clasificación general
| 1. Australia     |
| 2. Inglaterra    |
| 3. RFA           |
| 4. URSS          |
| 5. España        |
| 6. Argentina     |
| 7. Países Bajos  |
| 8. Polonia       |
| 9. Nueva Zelanda |
| 10. Canadá       |
| 11. Pakistán     |
| 12. India        |

### Máximos goleadores
| Puesto | Nombre               | País          | Goles |
| ------ | -------------------- | ------------- | ----- |
| 1      | Richard Charlesworth | Australia     | 7     |
| 2      | Karol Podżorski      | Polonia       | 5     |
| 3      | Xavier Escudé        | España        | 4     |
|        | Peter Daji           | Nueva Zelanda | 4     |
|        | Carsten Fischer      | RFA           | 4     |
|        | Neil Hawgood         | Australia     | 4     |
|        | Sean Kerly           | Inglaterra    | 4     |
|        | Grant Mitton         | Australia     | 4     |
|        | Qasim Zia            | Pakistán      | 4     |